# Кавателли

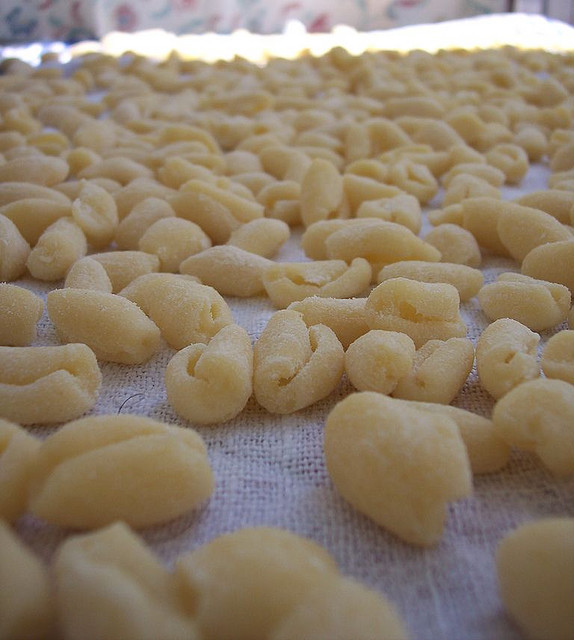
Кавателли

Кавате́лли (итал. cavatelli — «каверны», «пустотелые») — итальянские макаронные изделия в форме ракушек, которые изготавливаются из муки пшеницы твёрдых сортов, воды и соли, имеют удлинённую форму с полостью внутри.
Являются традиционными макаронными изделиями региона Молизе и некоторых частей Апулии, где они называются capunti.
Кавателли обычно готовят дома: тесто режут на вытянутые кусочки, а затем раздавливают их пальцами, делая при этом углубления. Для приготовления ребристой версии кавателли (rigate) используется небольшая ребристая деревянная доска.
Подают с мясными соусами, овощами, рыбой, а также с грибами.

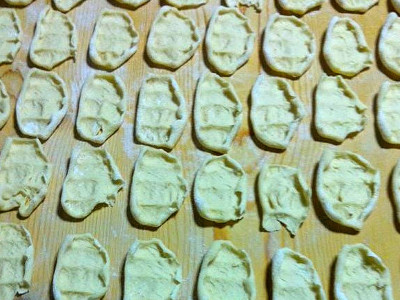
Парматьедди

## Региональные названия и разновидности
Кавателли готовят в Абруццо, Кампании, Базиликате, Калабрии, Молизе и на Сицилии. Существует множество разновидностей и местных названий кавателли, в том числе orecchie di prete (уши священника). В Апулии у ряда разновидностей кавателли есть свои названия, например pizzicarieddi.
В Каджано (Кампания) кавателли имеют название crusìcchi; в Джезуальдо их называют cecaruccoli, в Ариано-Ирпино — cicatielli.
Особое разнообразие кавателли типично для области Теггиано в Кампании, где их называют parmatieddi или palmatielli. Парматьедди крупнее кавателли и имеют плоскую форму. Парматиедди обычно подают в качестве первого блюда в Вербное воскресенье, их форма похожа на лист дерева. Такими они создаются в напоминание, что Иисусу устилали дорогу пальмовыми ветвями, когда он вошёл в Иерусалим.

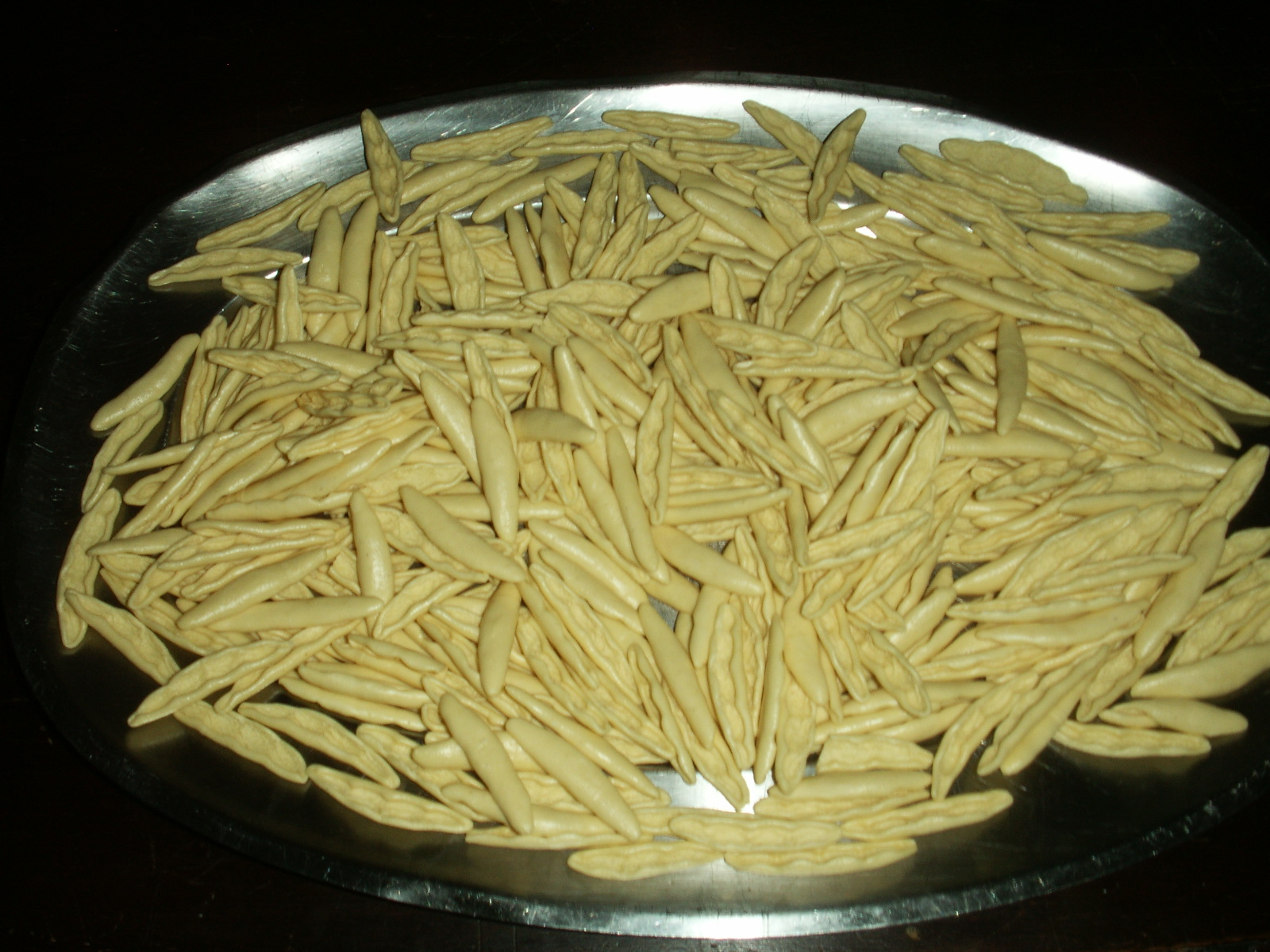
Капунти, разновидность кавателли из Апулии

## Фестивали
В Петрелла-Тифернина проходит фестиваль «cavètièlle e savecicce». На нём готовят кавателли, заправленные соусом и свиной колбасой. Фестиваль обычно проходит в первое воскресенье после середины августа.
В Черчемаджоре в конце июля проходит фестиваль «Cavatelli Cercesi». Пасту подают со свининой или с соусом из мяса дикого кабана.
В Пьетракателла фестиваль кавателли обычно проходит 10 августа на центральной площади города.
В Виторкьяно фестиваль проходит в течение трёх дней каждое лето в первые дни августа, на центральной площади исторического центра. Паста заправлена традиционным соусом из томатов, чеснока и фенхеля.
Фестиваль «crusìcchi» проходит в августе в Каджано (Кампания).
В Руво-дель-Монте 10 августа проходит фестиваль «cavatelli cu 'u cas' r’cott'», то есть кавателли с соусом, приправленные сыром качорикотта.
В Тривенто 11 сентября проходит фестиваль кавателли, заправленных соусом из свиных рёбрышек.
В Ларино по случаю торжеств в честь Мадонны дель Кармине проходит фестиваль кавателли со свиным соусом. Фестиваль впервые прошёл в восьмидесятых годах двадцатого века.
В Туфилло 11 августа на фестиваль готовят кавателли с соусом из печени, а также с колбасой вентричина. В 2019 году фестивалю исполнилось тридцать пять лет.
В Рутильяно ежегодно, в первое воскресенье августа, проходит фестиваль Кавателло.